# Kalvarija (Lituanie)
Kalvarija est une ville de Lituanie avec 3 971 habitants en 2022.

## Géographie
Kalvarija se situe sur la route A5, à 17 km au sud-ouest de Marijampolė et à 12 km au nord-est de la frontière polonaise.

## Histoire
Avant la Seconde Guerre mondiale, le village comptait une importante communauté juive En 1941, une exécution de masse de la population juive de la ville est perpétrée par des Lituaniens collaborant avec les nazis.
Un mémorial est érigé sur l'emplacement du massacre.

## Galerie

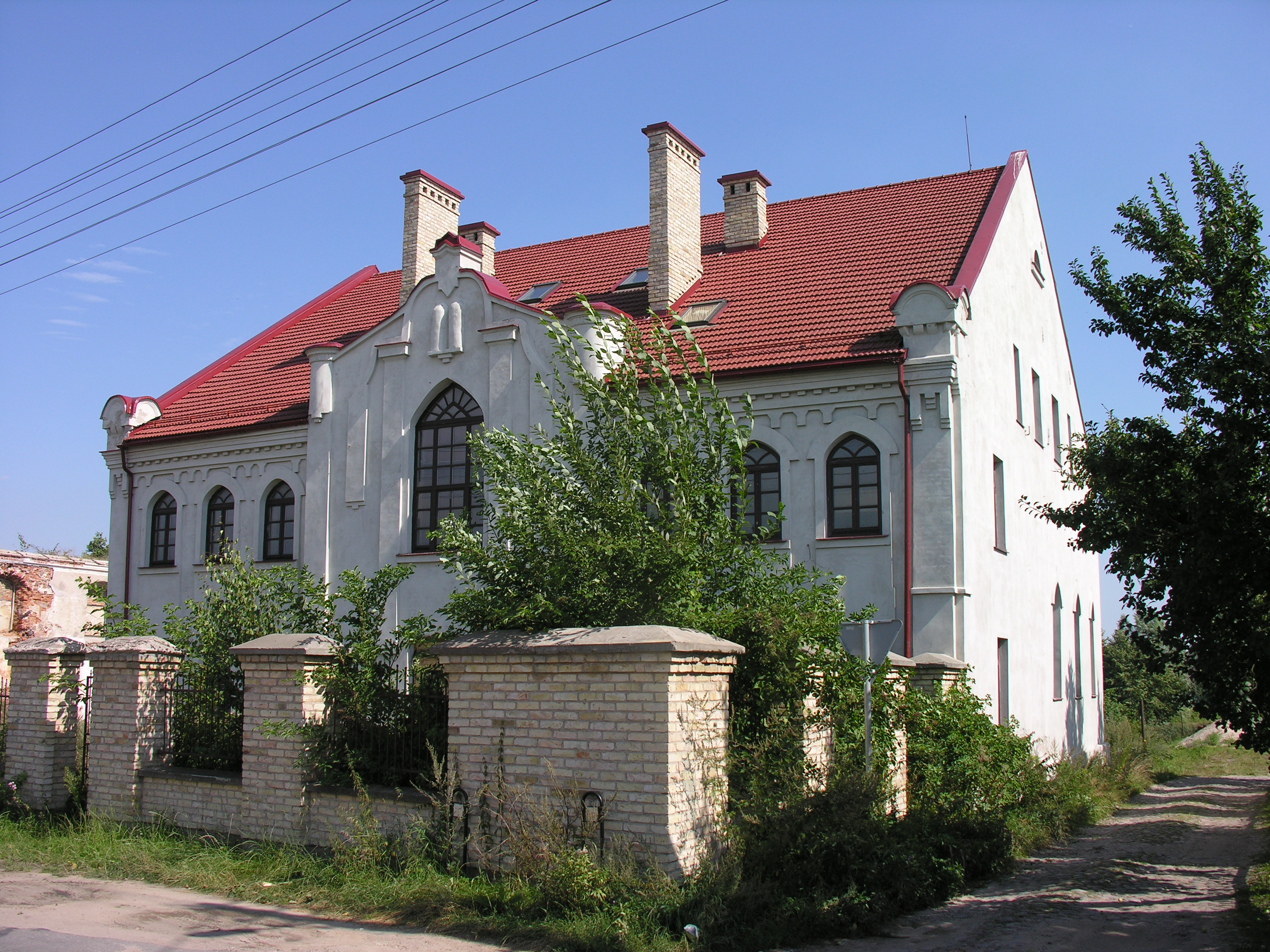
Synagogue témoignant de la présence ancienne des Juifs dans la ville avant la Seconde Guerre mondiale.
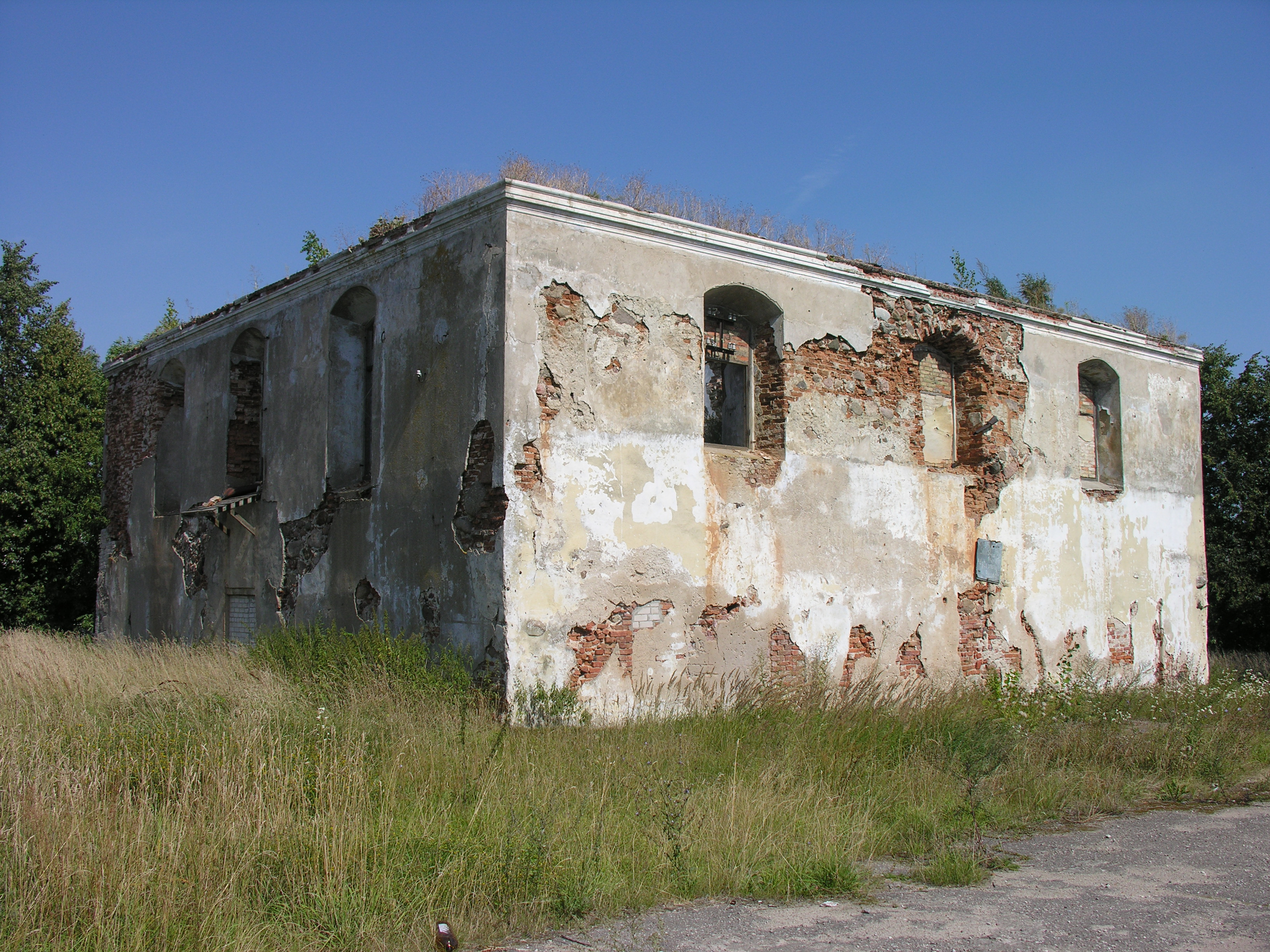
Synagogue construite dans la seconde moitié du XVIIIe siècle dans le style baroque.